# Erica von Kleist
Erica von Kleist (* 9. März 1982 in Connecticut) ist eine amerikanische Jazzmusikerin (Altsaxophon, Flöten, auch Piano, Komposition) und stammt aus der alten Adelsfamilie Kleist.

## Leben und Wirken
Von Kleist erhielt mit fünf Jahren Klavierunterricht. Als sie neun Jahre alt war und die Musik aus dem Film The Little Mermaid gehört hatte, erwachte ihr Interesse am Flötenspiel. Sie besuchte die Hall High School in West Hartford, CT, die für ihr wirksames Jazzprogramm bekannt ist, und war Teil der Schuljazzband, als diese den Wettbewerb Essentially Ellington im Jazz at Lincoln Center gewann.
Von Kleist studierte zunächst an der Manhattan School of Music, um ihren Bachelor auf der Juilliard School of Music 2004 zu absolvieren. Sie tourte mit dem Afro Latin Jazz Orchestra unter Leitung von Arturo O’Farrill und war an zwei seiner Alben beteiligt, die für die Grammy Awards nominiert waren. Sie arbeitete mit Wynton Marsalis und dem Lincoln Jazz Center Orchestra, Darcy James Argues Secret Society, Bebo Valdés, Cachao, Celia Cruz, Kristin Chenoweth und Seth MacFarlane. 2005 veröffentlichte sie ihr Debütalbum Project E (2005), gefolgt von No Exceptions (2010) und Alpine Clarity (2014). Mit Eric Michael Krop legte sie das Duo-Album Summertime (2015) vor. Sie ist auch auf Alben von Rufus Reid, dem Diva Jazz Orchestra, Sean Jones, Chris Potter, Carl Maraghi und Volker Goetze zu hören.
Im Jahr 2012 verließ sie New York City und zog nach Montana, wo sie als Interpretin und als Pädagogin wirkte und das Montana Artist Collective sowie Groovetrail gründete. Sie verfasste das Lehrbuch A Cool Approach to Jazz Theory. Während der MeToo-Bewegung erinnerte sie sich an ihre Erfahrungen als einzige Frau in unzähligen beruflichen Situationen im Jazz und begann, Songs über die Kämpfe zu schreiben, mit denen Frauen konfrontiert sind. Von „Mansplaining“ bis „Manspreading“ begannen Kleists Texte ihre Geschichte als Frau in einer von Männern dominierten Welt zu umfassen, die schließlich in ihre Musical-Comedy-Show überging, die sie BOOBS! betitelte. Neben ihrer Soloshow schrieb und produzierte sie auch ein szenisches Musical mit dem Titel Sorry! A New Musical, das 2021 beim Alpine Theatre Project debütierte. Kleist war Co-Autorin (mit David Blair und Mikey Winn) des Musiktheaterfilms Your Musical is Cancelled. The Musical! mit vielen Broadway-Koryphäen.
Von Kleist wurde mehrfach in den jährlichen Leser- und Kritiker-Polls von Down Beat erwähnt und war 2015 als Flötistin der „Rising Star“ im Kritiker-Poll der Zeitschrift; sie wurde mit zwei Young Jazz Composer Awards der ASCAP und dem Martin E. Segal Award ausgezeichnet.